# Hannu Takkula

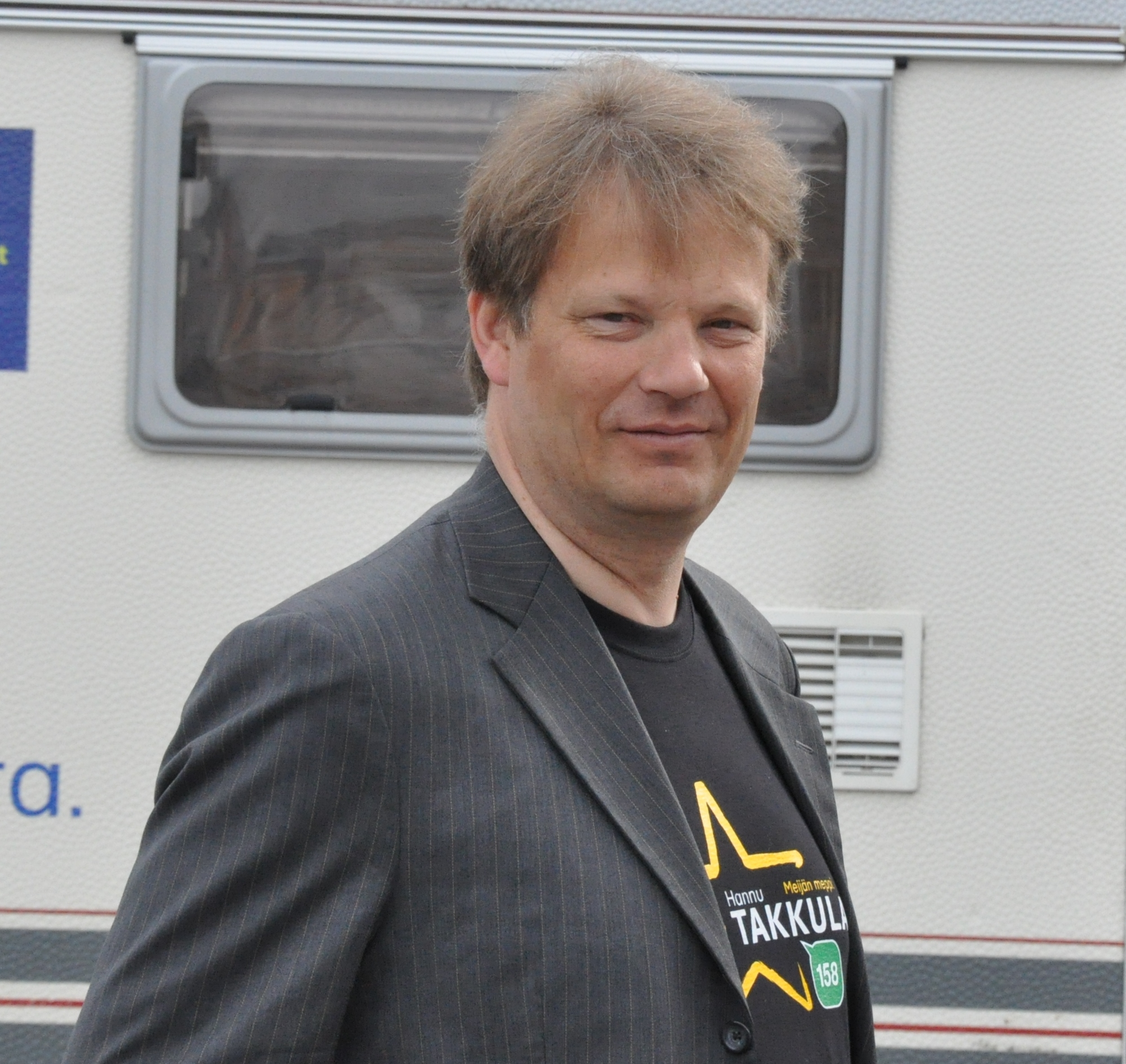
Hannu Takkula (2009)

Hannu Takkula este un om politic finlandez, membru al Parlamentului European în perioada 2004-2009 din partea Finlandei.
1. ↑  Hannu TAKKULA, pace.coe.int
2. ↑   http://www.europarl.europa.eu/meps/de/28316/HANNU_TAKKULA_history.html Lipsește sau este vid: |title= (ajutor)
3. ↑  Deputații în Parlamentul European
4. ↑   http://www.assembly.coe.int/nw/xml/AssemblyList/MP-Details-EN.asp?MemberID=5176 Lipsește sau este vid: |title= (ajutor)